# Aflandshage
Aflandshage är en udde i Danmark.   Den ligger i Dragørs kommun i Region Hovedstaden, 14 km söder om Köpenhamn. Udden är den sydligaste spetsen på ön Amager.